# Sobor (cerkev)
Sobor je običajno glavni tempelj mesta ali samostana, v katerem bogoslužje vodi škof (nadškof, metropolit, patriarh).
Ruska beseda Sobor je originalno pomenila 'zbor, zborovanje, skupščina', od tod Церковный собор za koncil in Земский собор za stanovski zbor v carski Rusiji. Pozneje, ko ni bilo več ne koncilov ne cehov, se je beseda ohranila v glavnem za skupščine slovanskih vlad (glej recimo hrvatski sabor) in za sinode. Danes se beseda uporablja predvsem za pomembne cerkvene zgradbe (ne samo stolnice), glavne administrativne pisarne in javne organizacije. V cerkveni liturgiji so sobori tudi prazniki raznih skupin svetnikov, podobno kot naši Vsi sveti. 
V sinodalnem obdobju v zgodovini ruske cerkve je za sobor lahko določila tudi glavni tempelj oddelka, v katerem je protoprezbiter vojaške, morske ali dvorne duhovščine opravljal božje službe, polkarski sobori pa so nastajali v polkih z dolgo zgodovino. V velikih mestih je imela vsaka upravna enota svoj sobor ..
Na primer, v Sankt Peterburgu so bili poleg glavnega sobora še sobori glavnih delov mesta, pa tudi dva dvorna sobora, dva mornarska sobora, štirje vojaški sobori, sobor vseh izobraževalnih ustanov, pa tudi dva spominska sobora: cerkev sv. Sampsona (Сампсониевский) in  Cerkev Odrešenika na krvi (Спас на крови). Tradicija gradnje spominskih soborov (sobor-spomenik) sega v Kijevsko Rusijo. Zlasti takšna je cerkev Vasilija blaženega v Moskvi na Rdečem trgu.
Ruski izraz sobor v zahodnoevropskih jezikih ustreza izrazom: v angleščini cathedral, fr. cathédrale, nem. Kathedrale, Ital. cattedrale, šp. catedral, in izhaja iz besede katedra. Tako nakazujejo, da govorimo o stolni cerkvi, v ruščini jo pogosto imenujemo кафедральным собором. V italijanščini in nemščini se za omembo stolnice pogosto uporablja drug izraz, etimološko sega v lat. domus - ital. duomo, nem. Dom.

## Pomen statusa
V pravoslavju je status sobor dodeljen tudi glavnemu templju mesta, samostanu in cerkvam, ki so v prestolnicah posebnega pomena .
Tako v pravoslavlju kot v katolištvu je status sobor cerkvi dodeljen enkrat za vselej. Vladajoči škof lahko sam zgradi ali izvoli drug tempelj, da najde katedro. Potem je nova cerkev dobila status sobor, ime pa prav tako ostane za nekdanji sobor (čeprav v njej ni episkopskega oddelka). V Moskvi se na primer sobor imenujejo nekdanje patriarhalne cerkve:  Cerkev Marijinega vnebovzetja,  Cerkev nadangela Mihaela in  Cerkev Marijinega oznanjenja v Kremlju, Pokrovsky (sv. Vasilija Blaženega) na Rdečem trgu, ki ga je zgradil Ivan Grozni v spomin na zavzetje Kazana, itd.  in sobor Kristusa Odrešenika v Moskvi.
Velikost sobora se morda ne razlikuje od običajne župnijske cerkve, vendar šteje, da božje bogoslužje (večinoma praznično) opravlja svet duhovščine, torej da ima cerkev več duhovnikov (v idealnem primeru je opat in 12 duhovnikov, ki mu služijo, v podobi Kristusa in sv. dvanajst apostolov). V resnici je duhovščina številna le v glavnih cerkvah škofije (na primer pod naslovom Smolenski in kaliningrajski metropolit naj bi bili stolnici v Smolensku in Kaliningradu), kjer je škofovski sedež. V katoliških stolnicah sodobno bogoslužje celo ob praznikih pogosto izvaja en sam duhovnik.
Sobor drugega škofijskega mesta je lahko precej majhen, škof ga redko obišče z majhnim osebjem duhovnikov (dva ali trije).
V samostanu (večinoma v samostanu, kjer imajo redovniki pogosto sveto dostojanstvo, zlasti tisti, ki zasedajo ključne položaje - dekanije, cerkve, zakristije, itd.), je praviloma vedno soborska cerkev, imenovana katolikon.

## Funkcije

### Pravoslavje
Poleg stavbe, v kateri je sedanji škofovski oddelek, je sobor tudi stavba, kjer je ta oddelek že kdaj bil.
Poleg tega se sobor imenuje glavna cerkev samostana (katolikon v sodobni Grčiji). Treba je opozoriti, da je samostanska cerkev morda glavna cerkev škofije.

### Katolicizem
Za katoličane je stolnica stavba, v kateri je ali je bil episkopski oddelek. Poleg samih stolnic so še:
- Sostolnica - stavba, v kateri je drugi oddelek škofije ali druga stolnica škofije.
- Sostolnica - stavba, ki začasno opravlja funkcije stolnice.
- Majhna bazilika je častni naslov, ki ga je papež podelil nekaterim pomembnim cerkvam.

### Protestantizem
Med protestanti (anglikanci, luteranci) je sobor vedno tempelj, kjer je ali je bil škofovski stol. V zadnjem času pa se včasih metaforično uporablja ime stolnica - na primer Arktična stolnica (župnijska cerkev v Tromsoju) ali Kristalna stolnica Garden Grove, Kalifornija (prezbiterijanska mega cerkev, ki nikoli ni imela episkopske ustanove).

## Najbolj znane stolnice

### V pravoslavju
- Stolnica Marijinega oznanjenja, Voronež
- Metropolitanska stolnica Marijinega oznanjenja (Atene, Grčija)
- Vladimirova stolnica (Kijev, Ukrajina)
- Stolnica sv. Dimitrijeva (Vladimir, Rusija)
- Stolnica sv. Izaka (Sankt Peterburg, Rusija)
- Kazanska stolnica (St. Petersburg, Rusija)
- Stolnica Petra in Pavla (Sankt Peterburg, Rusija)
- Stolnica svetega Nikolaja (Bialystok, Poljska)
- Stolnica Smolni (Sankt Peterburg, Rusija)
- Cerkev Odrešenika na krvi (Sankt Peterburg, Rusija)
- Cerkev sv. Save (Beograd, Srbija)
- Stolnica sv. Sofije (Kijev, Ukrajina)
- Stolnica sv. Sofije (Veliki Novgorod, Rusija)
- Stolnica sv. Sofije (Vologda, Rusija)
- Stolnica sv. Sofije (Polotsk, Belorusija)
- Stolnica svete Trojice, Tbilisi (Tbilisi, Georgia)
- Cerkev Marijinega vnebovzetja, Moskva(Moskva, Rusija)
- Stolnica Marijinega vnebovzetja (Vladimir, Rusija)
- Stolnica Marijinega vnebovzetja (Smolensk, Rusija)
- Sionska stolnica, Tbilisi (Tbilisi, Gruzija)
- Stolnica Pokrovsky (Cerkev Vasilija blaženega, Moskva) (Moskva, Rusija)
- Stolnica Kristusa Odrešenika (Moskva, Rusija)

### V katolicizmu
- Bazilika svetega Petra (Rim, Vatikan)
- Firenška stolnica (Firence, Italija)
- Stolnica sv. Marka (Benetke, Italija)
- Milanska stolnica (Milano, Italija)
- Stolnica sv. Petra, Köln (Köln, Nemčija)
- Kanigsberg (Stolnica v Kaliningradu, Rusija)
- Frankfurtska stolnica (Frankfurt, Nemčija)
- Stolnica Speyer (Speyer, Nemčija)
- Stolnica Notre-Dame v Parizu (Pariz, Francija)
- Strasbourška stolnica (Strasbourg, Francija)
- stolnica v Rouenu (Rouen, Francija)
- Stolnica v Amiensu (Amiens, Francija)
- Reimska stolnica (Reims, Francija)
- Stolnica sv. Frančiška Ksaverija (Grodna, Belorusija)
- Stolnica Matere Božje, Antwerpen (Antwerpen, Belgija)
- Stolnica v Salisburyju (Salisbury, Anglija)
- Stolnica sv. Vida (Praga, Češka)
- Stolnica sv. Stanislava (Vilna, Litva)
- Latinska stolnica (Lvov, Ukrajina)
- Stolnica Blažene Device Marije (Minsk, Belorusija)
- Stolnica Brezmadežnega spočetja Blažene Device Marije (Moskva, Rusija)

### V protestantizmu
- Stolnica Svetega Nikolaja (Helsinki, Finska)
- Stolnica svetega Petra, York (York, Velika Britanija)
- Berlinska stolnica (Berlin, Nemčija)
- Riška stolnica (Riga, Latvija)
- Glavna cerkev v Ulmu (Ulm, Nemčija)

### Nastale pred ločitvijo cerkva
- Bazilika svetega Petra v Rimu
- Stolnica Svete Sofije v Carigradu
- Stolnica Svete Sofije v Kijevu
- Stolnica Svete Sofije v Velikem Novgorodu